# Proud and Confident
Pour plus de détails, voir Fiche technique et Distribution.
Proud and Confident (傲氣雄鷹, Ao qi xiong ying) est un film d'action hongkongais réalisé par King Lee et sorti en 1989 à Hong Kong.
Il totalise 10 127 069 HK$ de recettes au box-office.

## Synopsis
Le tireur d'élite Lee Kin-wah (Andy Lau) parvient à empêcher un éventuel massacre grâce à ses compétences exceptionnelles au tir. Bien que son supérieur immédiat soit en colère contre son attitude cavalière pendant l'opération, sa hiérarchie décide de promouvoir le jeune officier de police au sein de l'unité spéciale B.O.B. Avec son meilleur ami Wai (Michael Miu), Wah rejoint l'unité spéciale, nouvellement formée pour faire face aux attaques terroristes. Bien qu'il fût le meilleur de son ancienne unité, Wah rencontre quelques rivaux désireux de miner sa réputation. Il découvre également que son arrogance attire l'attention de la chercheuse tactique Jennifer Tang (Rosamund Kwan) dont la connaissance de l'ennemi est constamment minée par l'égocentrisme de Wah. Ces petites rivalités sont mises de côté quand le groupe terroriste I.B.S projette d'attaquer un homme politique controversé. L'unité de police spéciale se mobilise contre la menace, mais le bilan est tragique.

## Fiche technique
- Titre original : 傲氣雄鷹
- Titre international : Proud and Confident
- Réalisation : King Lee
- Scénario : Johnny Lee
- Photographie : Wingo Chan
- Montage : Kwok Ting-hung
- Musique : Lowell Lo
- Production : Charles Heung et Billy Chan
- Société de production : Samico Films
- Société de distribution : Wa Hin Films
- Pays d'origine :  Hong Kong
- Langue originale : cantonais
- Format : couleur
- Genre : action
- Durée : 90 minutes
- Dates de sortie :
  -  Taïwan : 14 février 1989
  -  Hong Kong : 5 avril 1989
  -  Corée du Sud : 23 septembre 1989

## Distribution
- Andy Lau : Lee Kin-wah
- Rosamund Kwan : Jennifer Tang
- Michael Miu : Wai
- Dick Wei : Popeye
- David Lam : Chiu Sir
- Francis Ng : He-Man
- Sunny Fang : l'assistant-sergent
- Regina Kent (en) : Sarah
- Peter Chan : le psychopathe de la station essence
- Wong Wai : George
- Jacky Heung : le fils de Wai
- Norman Cheung : un membre du B.O.B.
- Evergreen Mak (en) : un membre du B.O.B.
- Eddie Maher : un terroriste de l'I.B.S.
- Thomas Sin : un terroriste de l'I.B.S.
- Lam Suet : un terroriste de l'I.B.S.
- Hung Hung
- Roderick Lam
- Chow Hau-ling
- Cheng Yuk-yin
- So Siu-sing
- Rocky Cheng
- Lai Kim-sing
- Yau Kwok-leung
- So Kwok-leung
- Dick Lau
- Chan Yiu-kwong
- Cheung Kwok-leung
- Kam Shun-pak
- Hung San-nam
- Chun Kwai-po
- Cheung Wing-hon